# 野川検校
野川 検校（のがわ けんぎょう、1650年（慶安3年）頃 - 1717年3月19日（享保2年2月7日））は、江戸時代前期から中期にかけて活躍した筝曲作曲家である。諱は楽一。柳川検校が創始した「柳川流」を対抗した「野川流」を創始した。

## 経歴・人物
大坂（現在の大阪市）の生まれ。若くして朝妻検校（勾当）の門人となり、筝曲を学んだ。
この業績により1696年（元禄9年）に検校に認定された。三味線を用いた組歌を改変し、弟子の浅田検校に伝える等、約30曲もの組歌を鮮明に残した。また、琵琶法師の奏者としても活躍する等一躍名を馳せた。

## 主な作品

### 代表的な筝曲
- 『春草』
- 『子の日』

### その他の筝曲
- 『かぞへ歌』- 歌謡集『松の葉』（1703年（元禄16年）に刊行）に収録。
- 『舞扇』
- 『若松』